# Sichersreuth
Sichersreuth ist ein Gemeindeteil der Gemeinde Bad Alexandersbad im Landkreis Wunsiedel (Oberfranken, Bayern).
Das Dorf liegt östlich des Kernortes Bad Alexandersbad an der am nördlichen Ortsrand verlaufenden B 303. Westlich fließt der Wenderbach, ein rechter Nebenfluss der Röslau.
Im Jahr 1937 wurde die Gemeinde Sichersreuth in Alexandersbad umbenannt. Am 1. Juli 1978 erfolgte die Umbenennung der Gemeinde Alexandersbad in Bad Alexandersbad.

## Baudenkmäler
- In der Liste der Baudenkmäler in Bad Alexandersbad ist für Sichersreuth kein Baudenkmal aufgeführt. Allerdings befindet sich an der Bundesstraße 303, an der alten Staatsstraße Sichersreuth-Dünkelhammer, ein Wegweiser, eine Steinsäule, die als Baudenkmal ausgewiesen ist.